# Plaque de Timor
Pour les articles homonymes, voir Timor (homonymie).
La plaque de Timor est une microplaque tectonique de la lithosphère de la planète Terre. Sa superficie est de 0,008 7 stéradians. Elle est généralement associée à la plaque eurasienne.
Elle se situe dans le Sud de l'Insulinde. Elle couvre le Sud de la mer de Banda, le Nord-Est de la mer de Timor et les îles de Florès et de Timor.
La plaque de Timor est en contact avec les plaques de la Sonde, de la mer de Banda et australienne.
Le déplacement de la plaque de Timor se fait à une vitesse de rotation de 1,514° par million d'années selon un pôle eulérien situé à 19° 52′ de latitude Nord et 112° 18′ de longitude Est (référentiel : plaque pacifique).

## Sources
- (en) Peter Bird, An updated digital model of plate boundaries, vol. 4, Geochemistry Geophysics Geosystems, 14 mars 2003 (DOI 10.1029/2001GC000252, Bibcode 2003GGG.....4.1027B, lire en ligne)